# Asis Nasseri

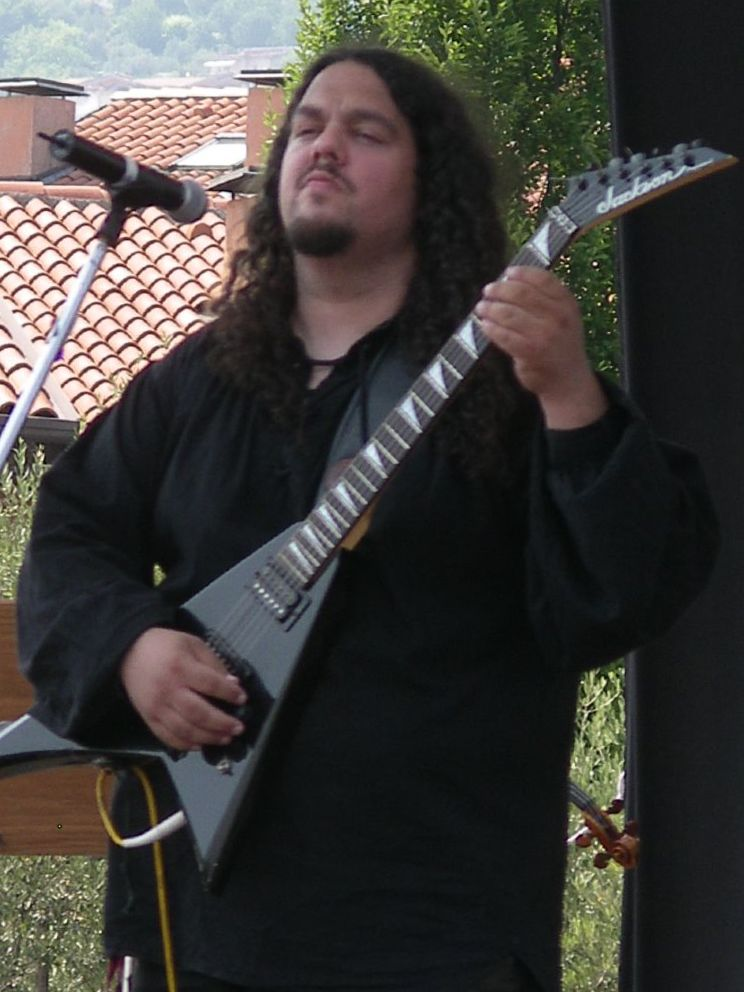
Asis Nasseri

Asis Nasseri (nacido en 1971) es un compositor, vocalista y guitarrista alemán, miembro fundador del grupo de metal sinfónico Haggard. Su padre era originario de Afganistán y su madre, alemana. Conocido por su estilo cercano al death metal y por sus álbumes conceptuales, permanece como uno de los mayores compositores del grupo, formado por más de veinte personas.